# Pamendanga hancocki
Pamendanga hancocki är en insektsart som beskrevs av Frederick Arthur Godfrey Muir 1928. Pamendanga hancocki ingår i släktet Pamendanga och familjen Derbidae. Inga underarter finns listade i Catalogue of Life.